# Bläcksten

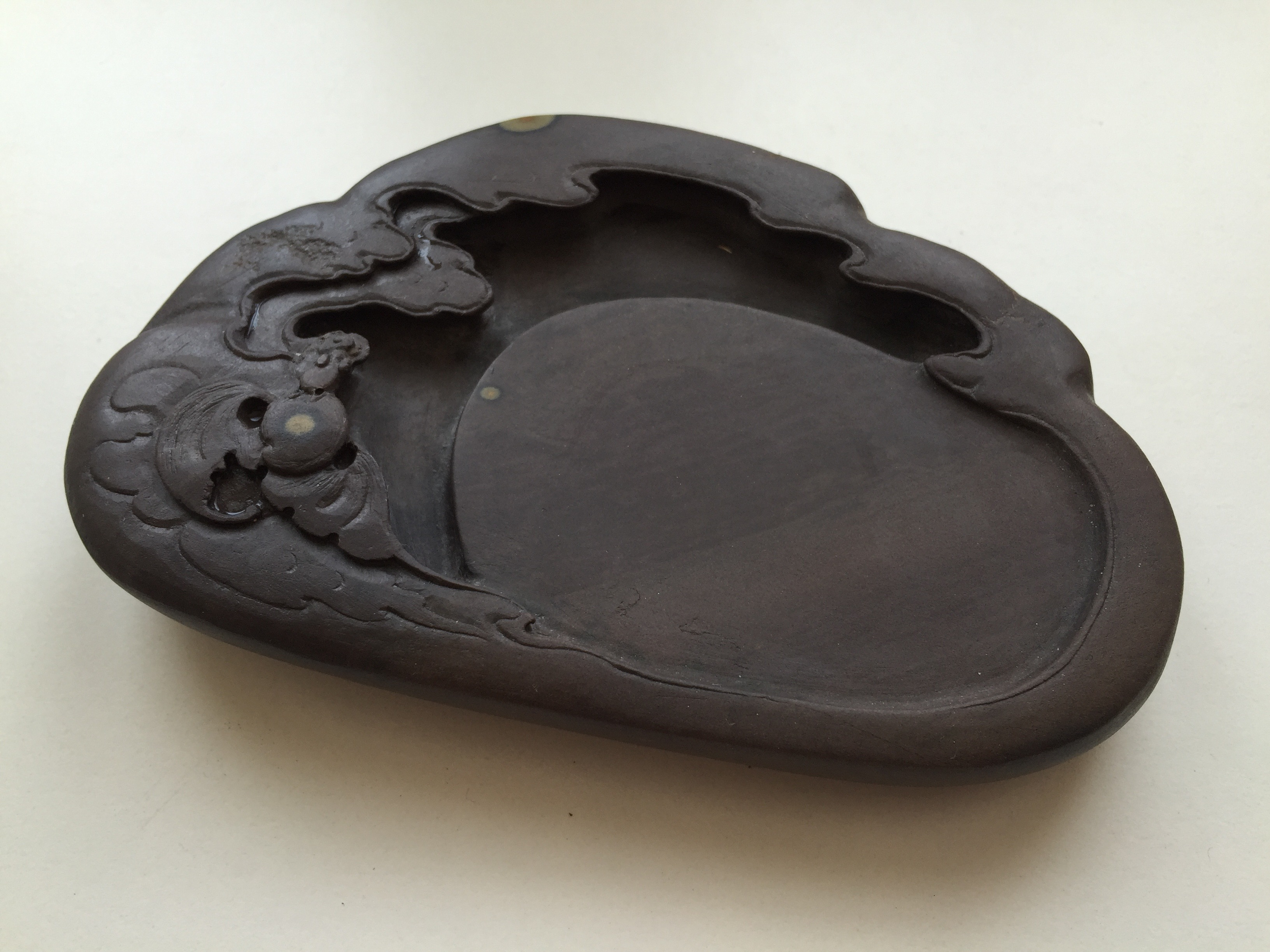
En Duan-bläcksten.

Bläcksten (砚; 硯; Yàn), även kallad tuschsten, är en skål för bläck, eller tusch, till kinesisk kalligrafi eller tuschmåleri. Tillsammans med pensel, tuschstång och rispapper tillhör bläcksten studerkammarens fyra skatter (文房四宝).
Bläckstenar är vanligen gjorda av sten, med det förekommer även varianter av porslin, lergods, jade, brons och järn. För seriösa kalligrafister är det viktigt att ha en bra bläcksten då den påverkar kvalitén på bläcket.
Bläckstenar började användas i större skala på 200-talet. De var ofta mycket avancerade hantverk, väl utsmyckade och kunde föreställa t.ex. en sköldpadda eller ett musikinstrument. Under Tangdynastin (618–907) började flera kända varianter av bläckstenar tillverkas, med ibland mycket avancerade snidad mönster. Bläckstenarnas guldålder kom i efterföljande Songdynastin (960–1279). Många bläckstenar innehåller så mycket konst och hantverk att de används mer som prydnadsföremål och presenter än som redskap för kalligrafi.

## Fyra kända bläckstenar
Fyra regioner i Kina tillverkar fyra kända bläckstenar (四大名砚) som anses vara de bästa:
- Duan-bläcksten (端砚) från Guangdong började tillverkas i början av Tangdynastin. Duan-bläcksten är känd för sin fina kvalité som inte skadar penslarna. Graveringen föreställer ofta drakar, blommor och fåglar vid bergs och vatten. Stenarna har ibland en rödaktig ton, men det finns även med grön ton. Naturliga märken i stenen, "ögon", integreras ofta i graveringens mönster och anses fint.[3][4][2]
- She-bläcksten (歙砚) från Anhui började tillverkas under Tangdynastin. Det finns olika varianter, men de bästa använder sten från Longweiberget. Stenarna är hårda och svarta, gråa eller ljust gröna. She-bläcksten har ibland färgvariationer i form av guldfärgade linjer och fläckar på grund av geologiska förändringar i berget. Detta kan ge mönster liknande en stjärnhimmel.[5][3][2]
- Tao-bläcksten (洮砚) från Gansu är gjord av sten från Taofloden. Tao-bläcksten blev känd under Songdynastin. Bläckstenarna är gjorda i olika varianter av gröna stenar. Eftersom stenarna legat på botten av floden har de externt låg vattenabsorbering, vilket är bra.[6][3]
- Chengni-bläcksten (澄泥砚) från Shanxi har en helt annan tillverkningsmetod. I stället för att snida från ett solitt stycke sten skapas Chengni-bläcksten genom att den fina leran från botten av Fenfloden blandas med bindemedel för att sedan torkas. Chengni-bläcksten började tillverkas under Tangdynastin.[7]

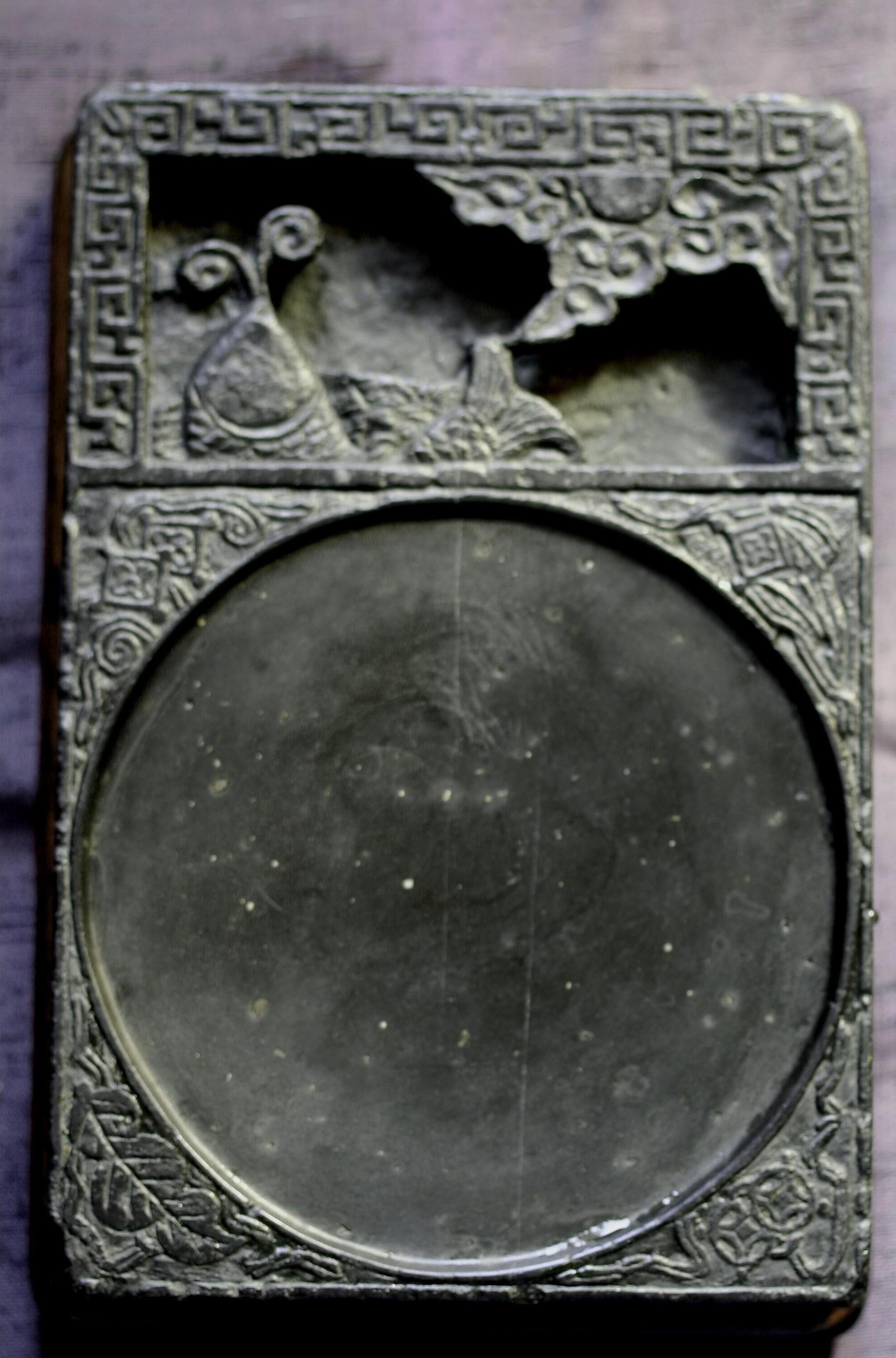
En She-bläcksten från Songdynastin.
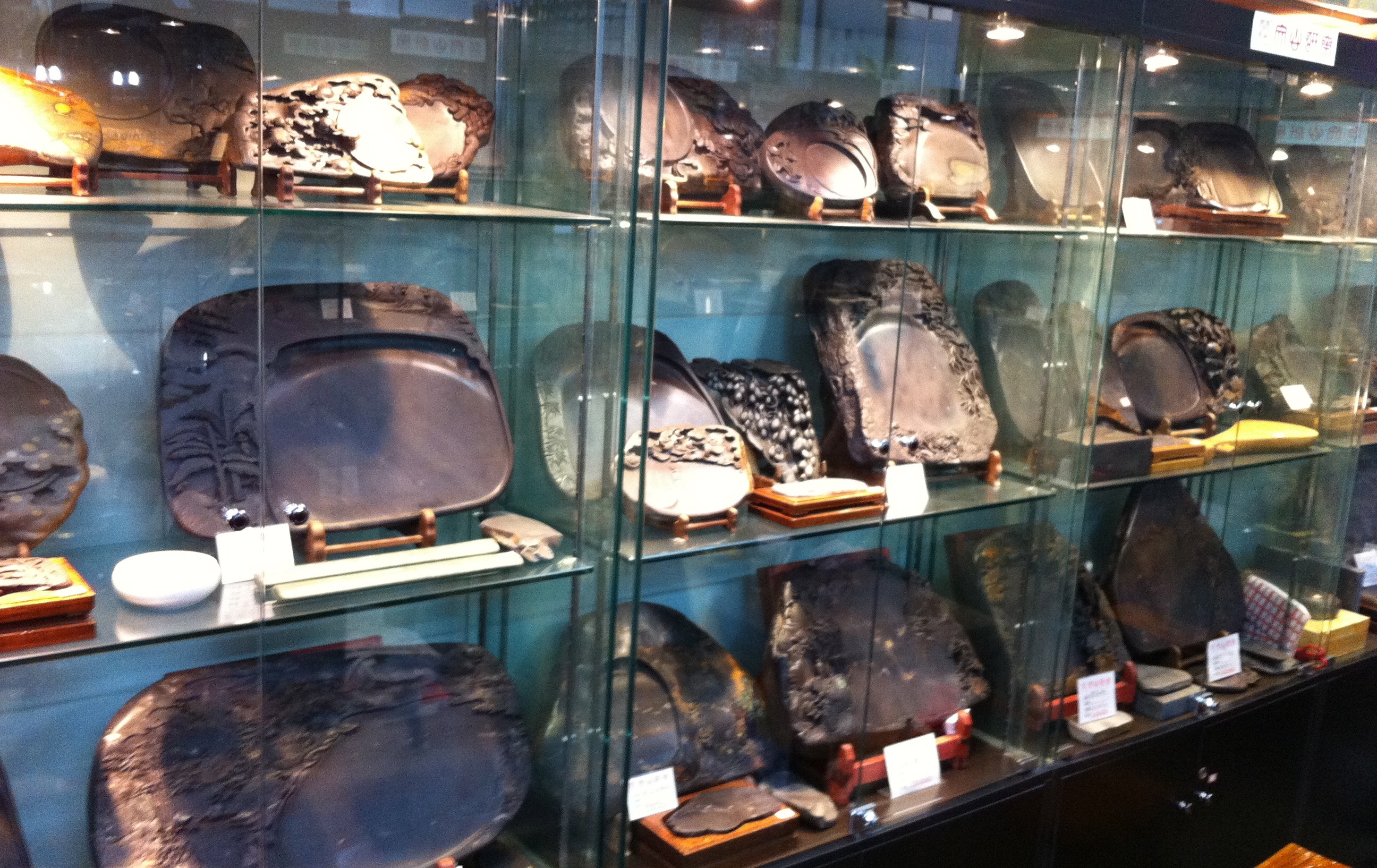
Försäljning av bläckstenar i Peking.
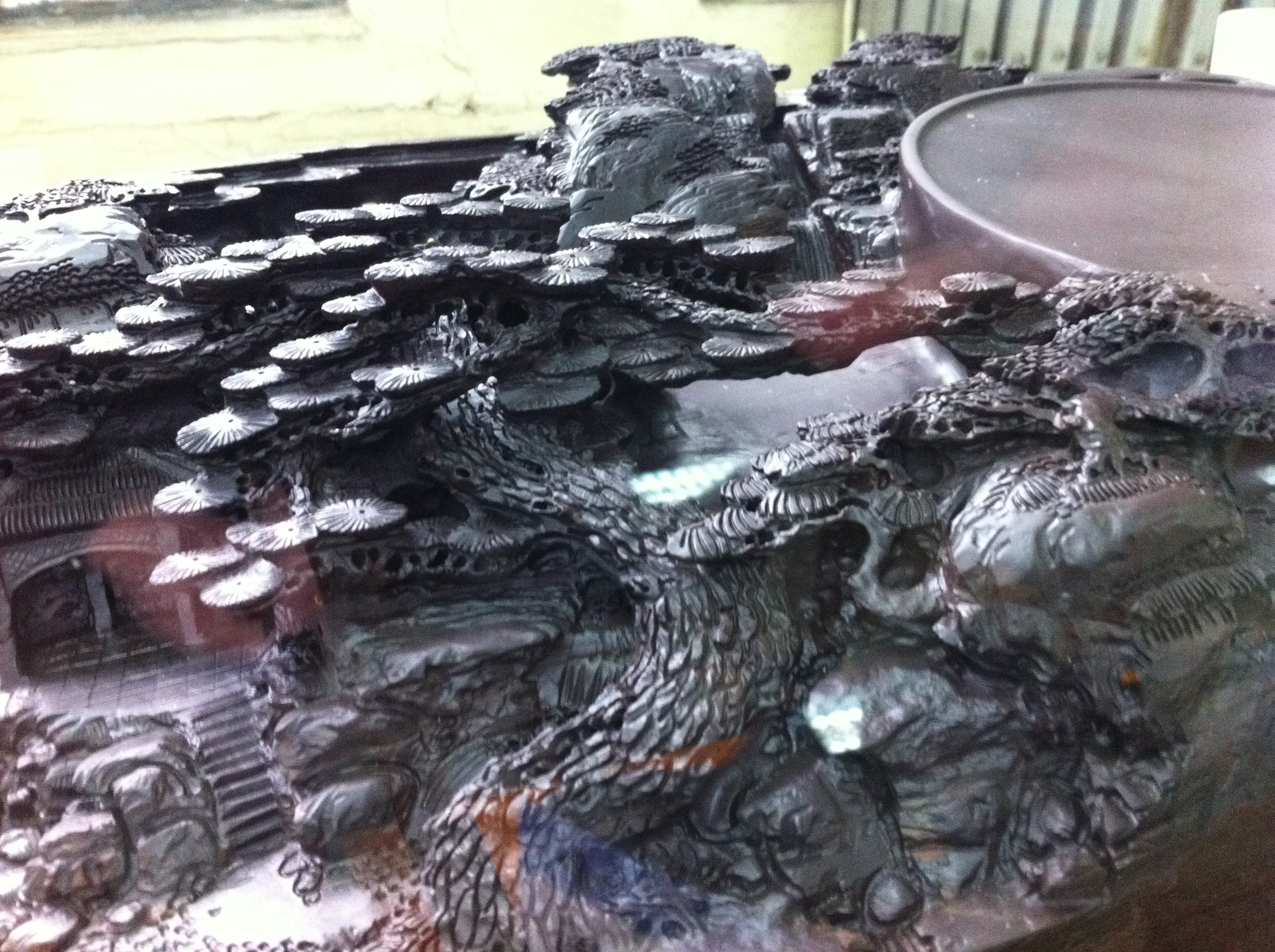
Närbild på en mycket avancerad bläcksten till försäljning i Peking.
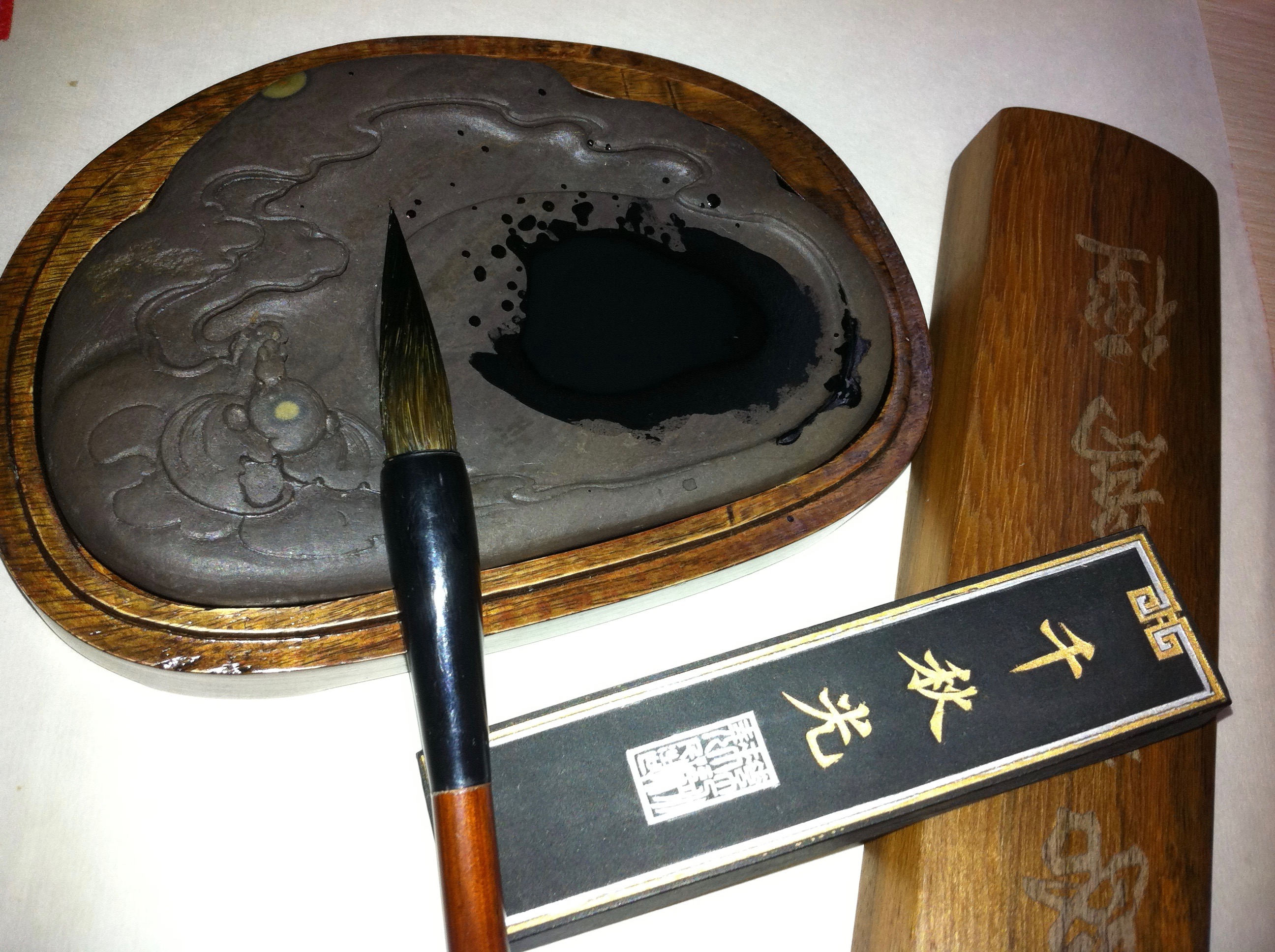
Bläcksten tillsammans med pensel, tuschstång och presslinjal.